# Bupleurum spinosum
Bupleurum spinosum är en flockblommig växtart som beskrevs av Antoine Gouan. Bupleurum spinosum ingår i släktet harörter, och familjen flockblommiga växter. Inga underarter finns listade i Catalogue of Life.

## Bildgalleri

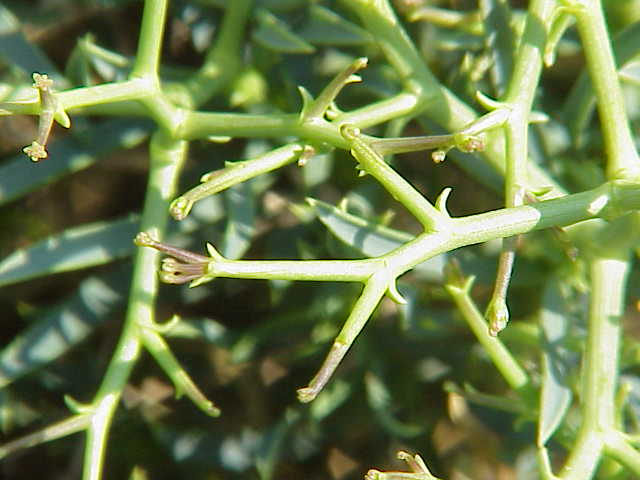
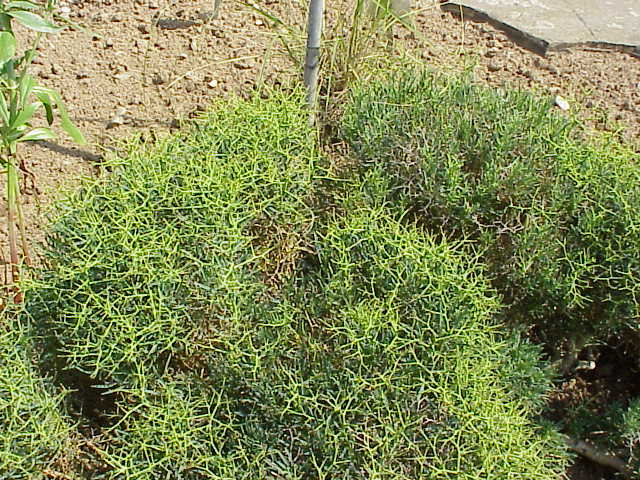
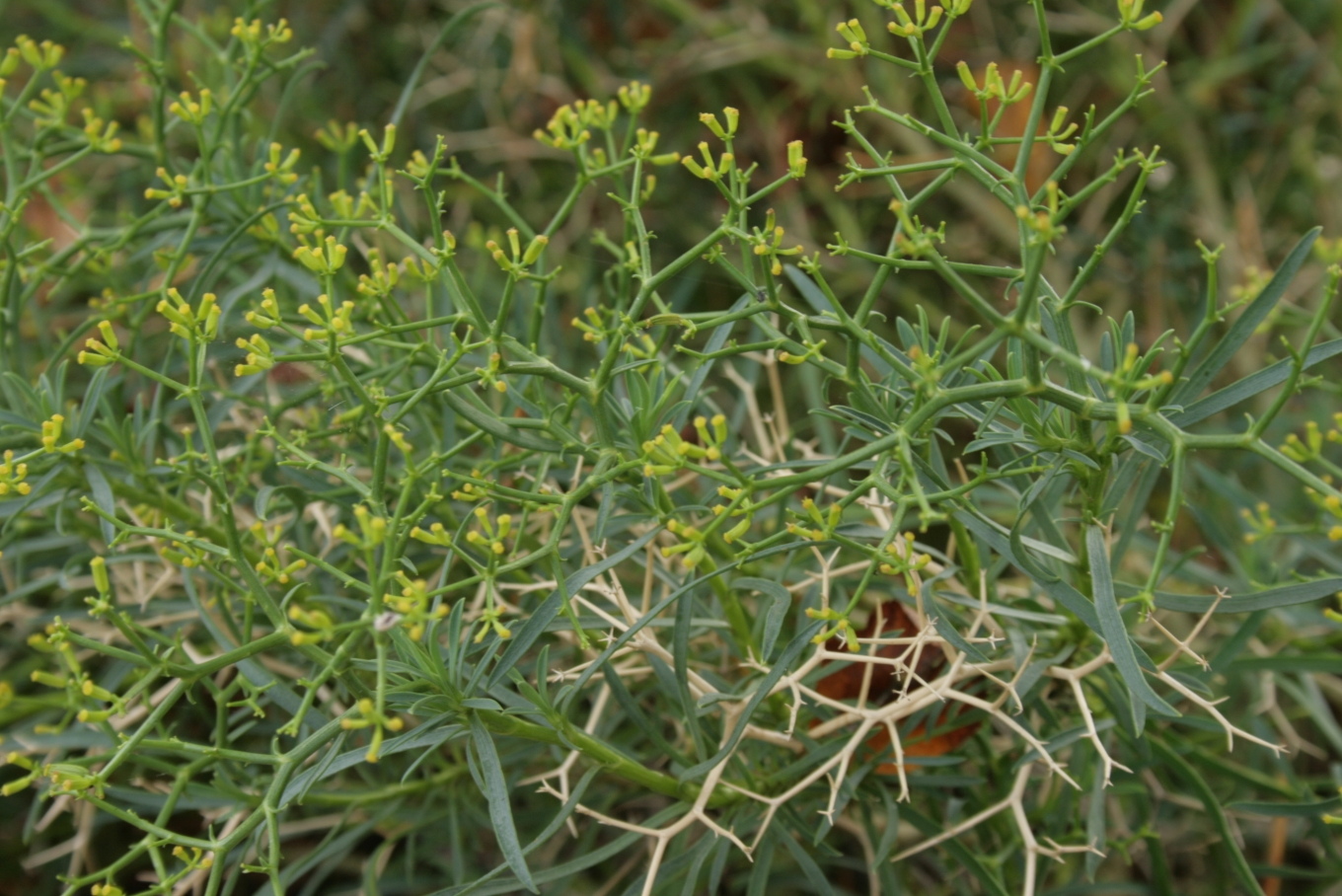
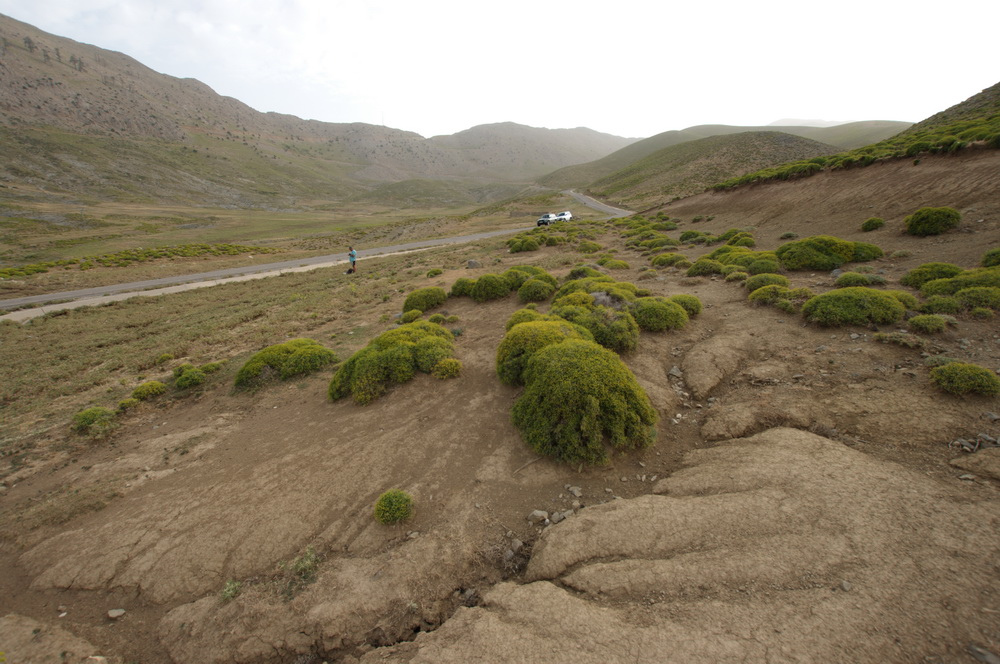